# Eric Johnson (giocatore di football americano 1979)
Eric Maxwell Johnson (Needham, 15 settembre 1979) è un ex giocatore di football americano statunitense che ha militato nel ruolo di tight end nella National Football League per i New Orleans Saints e i San Francisco 49ers.

## Carriera
Dopo avere giocato a football al college con i Yale Bulldogs, Johnson fu scelto nel corso del settimo giro (224º assoluto) del Draft NFL 2001 dai San Francisco 49ers. Divenuto free agent dopo la stagione 2006, firmò con i New Orleans Saints, con cui giocò durante la stagione 2007, prima di venire svincolato il 31 luglio 2008.

## Palmarès
- PFWA All-Rookie Team - 2001

## Vita privata
È sposato dal 5 luglio 2014 con la cantante Jessica Simpson da cui ha avuto tre figli, una bambina (Maxwell Drew Johnson, nata il 1º maggio 2012) e un bambino (Ace Knute Johnson, nato il 30 giugno 2013). e un'altra femmina (Birdie Mae, nata il 19 marzo 2019).